# August Schleicher

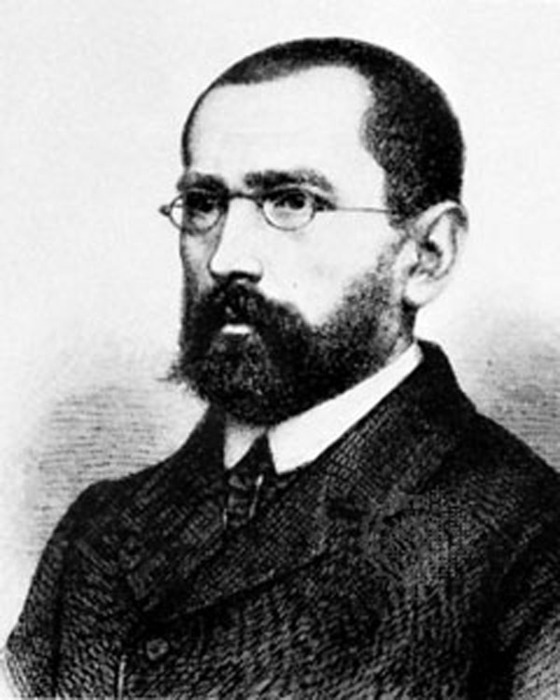

August Schleicher (Meiningen, 19 februari 1821 – Jena, 6 december 1868) was een Duits historisch- en vergelijkend taalkundige. Zijn hoofdwerk was Een compendium van de vergelijkende grammatica van de Indo-Europese talen.
Schleicher werd geboren in het voormalige hertogdom Saksen-Meiningen. Hij begon zijn carrière met theologie en Indo-Europees te studeren, met een nadruk op de Slavische talen. Onder invloed van Hegel formuleerde hij een theorie, die stelde dat een taal een organisme is, met perioden van ontwikkeling, rijpheid en verval.
In 1850 voltooide Schleicher een werk dat de talen van Europa beschreef: Die Sprachen Europas in systematischer Übersicht ("De talen van Europa in systematisch overzicht"). Hij stelde talen expliciet voor als perfect natuurlijke organismes, die het best beschreven konden worden aan de hand van biologische termen, zoals genus, soort en variëteit. Hij ontwierp een systeem van taalclassificatie, gelijkaardig aan de botanische taxonomie, door verwante talen onder te brengen in stambomen. Zijn model, bekend geworden als de stamboomtheorie, was een grote stap in de ontwikkeling van de Indo-Europese taalwetenschap. Om aan te tonen hoe het Proto-Indo-Europees, maar ook de Proto-Indo-Europese cultuur, eruitgezien kon hebben, schreef hij een klein verhaaltje, de fabel van Schleicher. Zijn stamboom publiceerde hij voor het eerst grafisch in artikels in het jaar 1853. Hij wordt als de pionier op zijn vakgebied gezien.
In Die Darwinsche Theorie und die Sprachwissenschaft beweerde Schleicher dat hijzelf al overtuigd was van de natuurlijke afstamming van talen en de wedijver van talen, voordat hij Charles Darwins Origin of Species gelezen had. De Duitse wetenschapper Wilhelm von Humboldt had al eerder een koppeling tussen evolutieleer en de ontwikkeling van taal gelegd, maar niet met de evolutieleer van Darwin. Een taal doorging volgens Schleicher dezelfde fasen als in de evolutie. In het begin was het een eenvoudige taal met een eenvoudige grammatica en later werd deze taal steeds complexer. Als een taal te complex wordt, sterft het uit. Hij zag de talen van de hottentotten (Khoikhoi) als talen die op het punt stonden om uit te sterven, vanwege de grammaticale complexiteit van deze taal. De Duitse schrijver Hermann Hesse noemt deze theorie in zijn boek Das Glasperlenspiel.
August Schleicher stierf op zevenenveertigjarige leeftijd aan tuberculose.